# Stevenia umbratica
Stevenia umbratica är en tvåvingeart som först beskrevs av Fallen 1820.  Stevenia umbratica ingår i släktet Stevenia och familjen gråsuggeflugor. Arten är reproducerande i Sverige. Inga underarter finns listade i Catalogue of Life.